# NHKニュース たっぷり静岡
『NHKニュース たっぷり静岡』（NHKニュース たっぷりしずおか）は、NHK静岡放送局が静岡県内向けに放送している『NHKニュース』の情報番組・報道番組。毎週月曜日から金曜日の18:10 - 18:59に放送（祝日には放送を休止）。

## 概要
2001年4月、NHK名古屋放送局制作の『ゆうがたチャンス!』の県域放送化に伴い、2時間のローカルワイド番組としてスタート。2005年度までは、17時台に地域の暮らしと密接した話題を放送。ほか、ゲストを交えてのトークコーナーや視聴者参加型コーナーなどを実施していた。
2006年度からは18時台のみの放送となり、17時台には『ゆうどきネットワーク』と『ゆうどきネットワーク東海・北陸（地上デジタルのサブチャンネルのみ放送）』をネット。17時台のパートは事実上『フジヤマTV』へ移行した。2008年9月からは、18時30分頃と18時54分の気象情報コーナーに毎日気象予報士が出演している。
2011年3月11日以降、東北地方太平洋沖地震による特別編成のために番組はしばらく放送を休止していた。同年4月からは全国ニュースの延長および『震災に負けない ゆうどきネットワーク』の放送のために30分に短縮されていたが、同年6月13日放送分をもって通常編成に復帰した。
2020年3月30日、タイトルを「たっぷり静岡」から「NHKニュース たっぷり静岡」へ改題。メインキャスターのNHKアナウンサーも一人体制から隔週交替体制になった。
2022年4月、金曜19:30と日曜13:05（再）『たっぷり静岡＋（プラス）』を開始。（同年3月18日まで放送された「静岡スペシャル」の後番組）
2023年5月29日より、NHKプラスの「ご当地プラス（東海・北陸エリア）」において見逃し配信を開始した。

## 放送時間
- 平日 18:10 - 18:59（JST、祝日を除く）
  - 祝日・年末年始と重なる場合は休止し、18:45 - 18:59（年末年始は18:50 - 19:00）に『ニュースしずおか645』のタイトルで静岡県内のニュース、18:53 - 18:55（年末年始は18:55 - 18:57）に全国の気象情報（東京発）をそれぞれ放送したあと、『NHKニュース7』に接続する。
  - 特別番組があった場合や、お盆期間[3]は放送時間が短縮となる場合あり。
    - なお、2023年12月25日 - 28日は、年末編成で当番組が休止され、18:10 - 18:25に「ニュース（静岡）」、18:25 - 18:50に「たっぷり静岡+」の傑作選を放送。また、「静岡県内の気象情報」は18:57 - 19:00に変更して放送。
    - 2024年7月29日 - 8月2日・5日 - 9日はオリンピック期間に伴い番組自体を休止。8月13日 - 16日のお盆期間も別番組（「たっぷり静岡+」の再放送など）のため休止。いずれも18:45 - 19:00に「静岡県内のニュース・気象情報」を放送。

## 主な内容
- 18:10 - オープニング[注 2]
- 18:12頃 -
  - 静岡県のニュース
  - 今日の特集
  - みーつけた
  - リポート（首都圏や中部管内各局が前日までにそれぞれで放送したリポートを放送することも稀にある）
  - 静岡県の気象情報（しずそら）
  - 各コーナー
    - 月曜：たっぷり防災/たっぷりスポーツ
    - 火曜：たっぷり経済/行ってきました!
    - 水曜：たっぷりライブ
    - 木曜：うまいら
    - 金曜：そのニュースどうなった?

  - 富士山わたしの一枚（放送された写真はブログ[4][出典無効]に掲載される）
- 18:50頃 - 静岡県のニュース4項目
- 18:52頃 - 静岡県の気象情報・全国の気象情報
  - 2021年3月26日までは18:52 - 18:54に東京発の全国の気象情報をネットしていた。
- 18:58頃 - エンディング

## 出演者
| 年度 | キャスター                                         | キャスター                             | リポーター                   | スポーツキャスター | 気象予報士 |
| 年度 | 5時台                                              | 6時台                                  | リポーター                   | スポーツキャスター | 気象予報士 |
| ---- | -------------------------------------------------- | -------------------------------------- | ---------------------------- | ------------------ | ---------- |
| 2001 | 平山佐知子、開地智子                               | 小川浩司、川合千里                     | 不在                         | 剱持志保           | 不在       |
| 2002 | 長野亮、平山佐知子                                 | 長野亮、平山佐知子                     | 不在                         | 剱持志保           | 不在       |
| 2003 | 長野亮、平山佐知子                                 | 長野亮、平山佐知子                     | 不在                         | 剱持志保           | 不在       |
| 2004 | 池田耕一郎、井田寛子                               | 小田川肇、平山佐知子                   | 不在                         | 剱持志保           | 不在       |
| 2005 | 放送無し （ゆうどきネットワーク → ゆうどきを放送） | 小田川肇、平山佐知子                   | 不在                         | 剱持志保           | 不在       |
| 2006 | 放送無し （ゆうどきネットワーク → ゆうどきを放送） | 小田川肇、平山佐知子                   | 不在                         | 剱持志保           | 不在       |
| 2007 | 放送無し （ゆうどきネットワーク → ゆうどきを放送） | 神門光太朗                             | 光部杏里、竹中愛（時期不明） | 剱持志保           | 勝又幸恵   |
| 2008 | 放送無し （ゆうどきネットワーク → ゆうどきを放送） | 神門光太朗、高須沙知子/平山佐知子      | 光部杏里、竹中愛（時期不明） | 剱持志保           | 中山尚美   |
| 2009 | 放送無し （ゆうどきネットワーク → ゆうどきを放送） | 中山庸介、平山佐知子/高阪真希          | 光部杏里、竹中愛（時期不明） | 剱持志保           | 中山尚美   |
| 2010 | 放送無し （ゆうどきネットワーク → ゆうどきを放送） | 中山庸介、平山佐知子/高阪真希          | 光部杏里、竹中愛（時期不明） | 剱持志保           | 中山尚美   |
| 2011 | 放送無し （ゆうどきネットワーク → ゆうどきを放送） | 瀬田宙大、平山佐知子/水島絵理          | 光部杏里、小林千鶴           | 剱持志保           | 中山尚美   |
| 2012 | 放送無し （ゆうどきネットワーク → ゆうどきを放送） | 瀬田宙大、平山佐知子/水島絵理          | 實石あづさ、小林千鶴         | 剱持志保           | 吉井明子   |
| 2013 | 放送無し （ゆうどきネットワーク → ゆうどきを放送） | 佐藤誠太、福永美春/水島奈緒            | 秋枝伶子、大窪愛、平山佐知子 | 剱持志保           | 吉井明子   |
| 2014 | 放送無し （ゆうどきネットワーク → ゆうどきを放送） | 伊藤海彦、福永美春/水島奈緒            | 不明                         | 剱持志保           | 吉井明子   |
| 2015 | 放送無し （ニュース シブ5時を放送）                | 伊藤海彦、福永美春/水島奈緒            | 不明                         | 各務梓菜           | 吉井明子   |
| 2016 | 放送無し （ニュース シブ5時を放送）                | 吉田一貴、秋枝伶子/大窪愛              | 不明                         | 各務梓菜           | 吉井明子   |
| 2017 | 放送無し （ニュース シブ5時を放送）                | 吉田一貴、秋枝伶子/大窪愛              | 不明                         | 各務梓菜           | 伊藤麻衣   |
| 2018 | 放送無し （ニュース シブ5時を放送）                | 吉田一貴、出雲あや乃/大窪愛            | 不明                         | 各務梓菜           | 伊藤麻衣   |
| 2019 | 放送無し （ニュース シブ5時を放送）                | 高栁秀平、大窪愛/各務梓菜              | 佐藤あゆみ、後藤佑太郎       | 不在               | 伊藤麻衣   |
| 2020 | 放送無し （ニュース シブ5時を放送）                | 佐藤あゆみ/高栁秀平、大窪愛/各務梓菜   | 三上弥                       | 不在               | 伊藤麻衣   |
| 2021 | 放送無し （ニュース シブ5時を放送）                | 佐藤あゆみ/高栁秀平、各務梓菜/安川侑希 | 大窪愛                       | 不在               | 伊藤麻衣   |
| 2022 | 放送無し（ニュースLIVE! ゆう5時を放送）            | 後藤康之/片平和宏、各務梓菜/安川侑希   | 大窪愛                       | 不在               | 伊藤麻衣   |
| 2023 | 放送無し（ニュースLIVE! ゆう5時を放送）            | 後藤康之/片平和宏、村田優歌/安川侑希   | 大窪愛                       | 不在               | 伊藤麻衣   |
| 2024 | 放送無し（午後LIVE ニュースーンを放送）            | 後藤康之/片平和宏、村田優歌/安川侑希   | 大窪愛                       | 不在               | 伊藤麻衣   |
| 2025 | 放送無し（午後LIVE ニュースーンを放送）            | 齋藤湧希/大谷奈央、村田優歌/安川侑希   | 本多葵                       | 鳥海貴樹           | 伊藤麻衣   |

- 気象予報士は2008年8月まで金曜日のみの出演。それ以降は毎日出演。
- / は隔週出演。

## エピソード
- 2018年4月27日の放送[注 7]で、番組冒頭一瞬吉田・大窪が映った後、突然『首都圏ネットワーク』（当番組と同じ時間帯に関東地方で放送されている首都圏局制作のローカル報道番組）の映像が流れるハプニングが起きた。約10秒間同番組の映像が流れた後再び当番組のスタジオに切り替わったが、キャスター挨拶の後吉田が「さっき映像が乱れていたら教えてください」と話す場面があった。その後、番組開始から5分後に吉田がトラブルを謝罪した。
- 2020年12月25日は『たっぷり静岡年末ハイライト2020』と題した年末特番扱いで放送された。ただ、18:00から菅義偉内閣総理大臣（当時）の記者会見が行われることとなったため、急遽17:20頃 - 18:00・18:45 - 19:00[注 8]に時間変更の上、東京発の総理記者会見関連の報道特別番組を挟んだ2部構成で放送した。